# Coppa CERS 2000-2001
La Coppa CERS 2000-2001 è stata la 21ª edizione dell'omonima competizione europea di hockey su pista riservata alle squadre di club. Il torneo ha avuto inizio il 4 novembre 2000 e si è concluso il 25 marzo 2001. 
Il titolo è stato conquistato dagli spagnoli del Vic per la prima volta nella loro storia sconfiggendo in finale i connazionali del Noia.
In quanto squadra vincitrice, il Vic ha ottenuto anche il diritto di partecipare alla Coppa Continentale 2001-2002.

## Squadre partecipanti
| Nazione    | Club              | Città                    | Qualificazione                                          |
| ---------- | ----------------- | ------------------------ | ------------------------------------------------------- |
| Austria    | Wolfurt           | Wolfurt                  | 2º nel campionato austriaco 2000                        |
| Francia    | Coutras           | Coutras                  | 5º nel Nationale 1 1999-2000                            |
| Francia    | Gujan-Mestras     | Gujan-Mestras            | 6º nel Nationale 1 1999-2000                            |
| Francia    | Mérignac          | Mérignac                 | 4º nel Nationale 1 1999-2000                            |
| Germania   | Friesen 1884      | Wuppertal                | 4º in Rollhockey-Bundesliga 1999-2000                   |
| Germania   | Walsum            | Duisburg                 | 5º in Rollhockey-Bundesliga 1999-2000                   |
| Italia     | Modena            | Modena                   | 6º in Serie A1 1999-2000, quarti di finale dei play-off |
| Italia     | Scandianese       | Scandiano                | 5º in Serie A1 1999-2000, semifinale dei play-off       |
| Italia     | Trissino          | Trissino                 | 4º in Serie A1 1999-2000, quarti di finale dei play-off |
| Portogallo | Gulpilhares       | Vila Nova de Gaia        | 5º in 1ª Divisão 1999-2000                              |
| Portogallo | Infante de Sagres | Sagres                   | 6º in 1ª Divisão 1999-2000                              |
| Portogallo | Oliveirense       | Oliveira de Azeméis      | 7º in 1ª Divisão 1999-2000                              |
| Portogallo | Paço de Arcos     | Paço de Arcos            | 4º in 1ª Divisão 1999-2000                              |
| Spagna     | Noia              | Sant Sadurní d'Anoia     | 5º in División de Honor 1999-2000                       |
| Spagna     | Vic               | Vic                      | 7º in División de Honor 1999-2000                       |
| Spagna     | Voltregà          | Sant Hipòlit de Voltregà | 6º in División de Honor 1999-2000                       |
| Svizzera   | Montreux          | Montreux                 | 4º in Lega Nazionale A 1999-2000                        |
| Svizzera   | Wimmis            | Montreux                 | 5º in Lega Nazionale A 1999-2000                        |

## Risultati

### Primo turno
| Squadra 1   | Totale | Squadra 2     | Andata | Ritorno |
| ----------- | ------ | ------------- | ------ | ------- |
| Gulpilhares | 26 - 8 | Gujan-Mestras | 12 - 3 | 14 - 5  |
| Wolfurt     | 6 - 30 | Scandianese   | 0 - 9  | 6 - 21  |

### Ottavi di finale
| Squadra 1         | Totale | Squadra 2     | Andata | Ritorno |
| ----------------- | ------ | ------------- | ------ | ------- |
| Friesen 1884      | 3 - 24 | Paço de Arcos | 3 - 7  | 0 - 17  |
| Infante de Sagres | 1 - 8  | Voltregà      | 1 - 1  | 0 - 7   |
| Mérignac          | 6 - 9  | Gulpilhares   | 2 - 1  | 4 - 8   |
| Montreux          | 4 - 26 | Oliveirense   | 2 - 13 | 2 - 13  |
| Noia              | 17 - 5 | Coutras       | 10 - 2 | 7 - 3   |
| Trissino          | 6 - 4  | Scandianese   | 4 - 2  | 2 - 2   |
| Walsum            | 6 - 14 | Vic           | 1 - 5  | 5 - 9   |
| Wimmis            | 6 - 17 | Modena        | 1 - 6  | 5 - 11  |

### Quarti di finale
| Squadra 1   | Totale  | Squadra 2     | Andata | Ritorno |
| ----------- | ------- | ------------- | ------ | ------- |
| Modena      | 5 - 8   | Vic           | 2 - 4  | 3 - 4   |
| Noia        | 13 - 3  | Trissino      | 8 - 0  | 5 - 3   |
| Oliveirense | 10 - 11 | Gulpilhares   | 5 - 2  | 5 - 9   |
| Voltregà    | 6 - 10  | Paço de Arcos | 1 - 1  | 5 - 9   |

### Semifinali
| Squadra 1     | Totale | Squadra 2   | Andata | Ritorno |
| ------------- | ------ | ----------- | ------ | ------- |
| Paço de Arcos | 7 - 8  | Noia        | 4 - 1  | 3 - 7   |
| Vic           | 9 - 7  | Gulpilhares | 7 - 1  | 2 - 6   |

### Finale
| Squadra 1 | Totale | Squadra 2 | Andata | Ritorno |
| --------- | ------ | --------- | ------ | ------- |
| Vic       | 9 - 7  | Noia      | 4 - 4  | 5 - 3   |